# Влодовиці (Сілезьке воєводство)
Влодовіце (пол. Włodowice) — місто в Польщі, у гміні Влодовиці Заверцянського повіту Сілезького воєводства.
Населення — 1193 особи (2011).
1 січня 2023 року набули статусу міста.
У 1975—1998 роках село належало до Ченстоховського воєводства.

## Демографія
Демографічна структура станом на 31 березня 2011 року:
|          | Загалом | Допрацездатний вік | Працездатний вік | Постпрацездатний вік |
| -------- | ------- | ------------------ | ---------------- | -------------------- |
| Чоловіки | 593     | 100                | 423              | 70                   |
| Жінки    | 600     | 78                 | 365              | 157                  |
| Разом    | 1193    | 178                | 788              | 227                  |